# Henryk Grzondziel
Henryk Grzondziel (* 26. Juli 1897 in Zalenze, Provinz Schlesien; † 24. Mai 1968 in Grudzice) war ein polnischer römisch-katholischer Geistlicher und Weihbischof in Gniezno.

## Leben
Henryk Grzondziel wuchs in Ruda auf, wo er bis 1908 die Grundschule besuchte. Nachdem Grzondziel im November 1916 am Gymnasium in Hindenburg O.S. das Abitur erlangt hatte, wurde er zum Kriegsdienst eingezogen. Bereits zuvor hatte er die militärische Grundausbildung in Eisenach absolviert. Er diente zuerst in einer Infanterieeinheit an der Ostfront und ab April 1918 an der Westfront. Grzondziel erhielt im August 1918 die Beförderung zum Obergefreiten. Im September desselben Jahres wurde er nach einer Verwundung in ein Lazarett verlegt. Von 1919 bis 1922 studierte Grzondziel Philosophie und Katholische Theologie an der Universität Breslau. Der Weihbischof in Breslau, Valentin Wojciech, erteilte ihm am 29. Juni 1922 die Tonsur und drei Tage später die niederen Weihen. Am 17. März 1923 empfing Grzondziel im Breslauer Dom durch den Bischof von Breslau, Adolf Kardinal Bertram, das Sakrament der Priesterweihe.
Grzondziel wirkte zunächst kurzzeitig als Seelsorger in der Pfarrei St. Georg in Heidau. Ab September 1923 war er als Ausbilder und Polnischlehrer am Breslauer Theologenkonvikt sowie als Seelsorger für die polnischsprachigen Gläubigen in der Pfarrei St. Martin in Breslau tätig. 1926 wurde er an der Universität Breslau mit der Arbeit Die Entwicklung der Unterscheidung zwischen der potentia Dei absoluta und der potentia Dei ordinata von Augustin bis Alexander von Hales zum Doktor der Theologie im Fach Dogmatik promoviert. Anschließend war Henryk Grzondziel Pfarrvikar der Pfarreien St. Hyazinth in Beuthen O.S. (1927–1929) und St. Johannes der Täufer in Biskupitz (1929–1931), bevor er Pfarrer der Pfarrei St. Antonius in Richtersdorf wurde. Von 1935 bis 1945 wirkte er als Spiritual am Priesterseminar in Breslau. Außerdem war Grzondziel mit der Übersetzung der Hirtenbriefe Kardinal Bertrams ins Polnische betraut. 1942 verlieh ihm Bertram den bischöflichen Ehrentitel Geistlicher Rat. In dieser Zeit stand Grzondziel unter Beobachtung der Gestapo. 1945 wurde er Pfarrer der Pfarrei St. Matthäus in Breslau. Von 1947 bis 1951 war Grzondziel Pfarrer der Pfarrei St. Stanislaus und Dorothea in Breslau und Professor für Dogmatik am Breslauer Priesterseminar. Daneben fungierte er als Diözesandirektor der apostolischen Vereinigung der Kleriker.
Nachdem Henryk Grzondziel mit den staatlichen Behörden in Konflikt geraten war, wurde er in die Apostolische Administratur Opole versetzt. Dort war er zunächst als Kaplan der Armen Schulschwestern von Unserer Lieben Frau in Pokój tätig. Von 1954 bis 1958 war Grzondziel Pfarrer der Pfarrei St. Anna in Krzyżanowice, bevor er Pfarrer der Pfarrei Unserer Lieben Frau von der immerwährenden Hilfe in Nowa Wieś Królewska wurde. Daneben lehrte er Dogmatik am Priesterseminar der Franziskaner in Panewniki. Eine Lehrtätigkeit am Priesterseminar in Opole hingegen wurde ihm von den staatlichen Behörden verwehrt. Ab 1957 war Henryk Grzondziel zudem Generalvikar der Apostolischen Administratur Opole. Ferner gehörte er dem Konsultorenkollegium an und fungierte als Prosynodalexaminator und als Zensor im Rahmen des Verfahrens zur Erteilung des bischöflichen Imprimatur für die religiösen Bücher. Im April 1958 verlieh ihm Papst Pius XII. den Titel Päpstlicher Hausprälat.
Am 20. Mai 1959 ernannte ihn Papst Johannes XXIII. zum Titularbischof von Athribis und zum Weihbischof in Gniezno. Der Erzbischof von Gniezno und Warschau, Stefan Kardinal Wyszyński, spendete ihm am 16. August desselben Jahres in der Kathedrale zum Heiligen Kreuz in Opole die Bischofsweihe; Mitkonsekratoren waren der Bischof von Sandomierz, Jan Kanty Lorek CM, und der Weihbischof in Breslau, Bolesław Kominek. Als Weihbischof blieb Henryk Grzondziel bis November 1964 Pfarrer der Pfarrei Unserer Lieben Frau von der immerwährenden Hilfe in Nowa Wieś Królewska. Er nahm an der zweiten und vierten Sitzungsperiode des Zweiten Vatikanischen Konzils teil.
Henryk Grzondziel starb am 24. Mai 1968 in Grudzice und wurde auf dem dortigen Friedhof beigesetzt.

## Schriften
- Die Entwicklung der Unterscheidung zwischen der potentia Dei absoluta und der potentia Dei ordinata von Augustin bis Alexander von Hales. Breslau 1926, OCLC 71947267.